# Pseudosmittia hibaraundecima
Pseudosmittia hibaraundecima är en tvåvingeart som beskrevs av Sasa och Suzuki 1998. Pseudosmittia hibaraundecima ingår i släktet Pseudosmittia och familjen fjädermyggor. Inga underarter finns listade i Catalogue of Life.